# أحمد بن أبي نصر البزنطي
أبو جعفر أو أبو علي أحمد بن محمد بن عمرو بن أبي نصر زيد مولى السكون الكوفي المعروف بالبزنطي هو رجل دين وراوي من قدماء علماء الشيعة الإثني عشريَّة، ويعد من أصحاب موسى الكاظم وعلي الرضا ومحمد الجواد وهو مشهور لكونه أحد أصحاب الإجماع الذين قال عنهم الكشي: «أجمعت العصابة على تصحيح مايصح عنهم». وورد اسمه في إسناد 788 رواية عند الشيعة.

## حياته
هو أحمد بن محمد بن أبي نصر البزنطي. أما نسبة للدولة البزنطية والتي مساكنها شمالي دمشق الشام، أو نسبة إلى البلاد البزنطية وهي أرمينية، وأهلها هم البزنطيون، وقد غزاهم المسلمون سنة 29 هـ، ويُنسب إلى بعض تلك البلاد قسم من الثياب، وكنيته أبو جعفر، وقيل: أبو علي. قال الشيخ الطوسي في الفهرست: مات سنة 221 هـ، وقال النجاشي وتبعه العلامة في الخلاصة: مات سنة 221 بعد وفاة الحسن بن فضال.
من مؤلفاته: كتاب الجامع، وكتاب النوادر، وكتاب نوادر آخر.

## أقوال العلماء فيه
- قال الكشي: «أجمعت العصابة على تصحيح ما يصح عن هؤلاء وتصديقهم لما يقولون، وأقروا لهم بالفقه».[1]
- قال النجاشي: «وكان عظيم المنزلة عندهما».[5]

- قال الشيخ الطوسي: «كوفي ثقة لقي الرضا، وكان عظيم المنزلة عنده».[6] وقال أيضًا: «ثقة، جليل القدر».

- قال ابن المطهر الحلي: «أجمع أصحابنا على تصحيح ما يصح عنه وأقروا له بالفقه».[7]

### فهرس المراجع
1. 1 2  "[[جميل بن دراج]] | رجال الحديث". rejal.masaha.org. مؤرشف من الأصل في 2021-01-20. اطلع عليه بتاريخ 2021-04-25. {{استشهاد ويب}}: تعارض مسار مع وصلة (مساعدة)
2. ↑  "أحمد بن محمد بن أبي نصر | رجال الحديث". rejal.masaha.org. مؤرشف من الأصل في 2020-07-04. اطلع عليه بتاريخ 2021-04-27.
3. ↑  الطوسي، رجال الطوسي، ص 332. والمامقاني، تنقيح المقال، ج 7، ص 151. والأسترابادي، منهج المقال، ج 2، ص 134.
4. ↑  "أعيان الشيعة - السيد محسن الأمين - ج ٣ - الصفحة ١٤٠". shiaonlinelibrary.com. مؤرشف من الأصل في 2020-05-01. اطلع عليه بتاريخ 2021-04-27.
5. ↑  "رجال النجاشي - النجاشي - الصفحة ٧٥". shiaonlinelibrary.com. مؤرشف من الأصل في 2021-04-27. اطلع عليه بتاريخ 2021-04-27.
6. ↑  "الفهرست - الشيخ الطوسي - الصفحة ٦١". shiaonlinelibrary.com. مؤرشف من الأصل في 2021-04-25. اطلع عليه بتاريخ 2021-04-27.
7. ↑  "رجال العلامة الحلي". www.masaha.org. مؤرشف من الأصل في 2021-04-23. اطلع عليه بتاريخ 2021-04-27.

### معلومات المراجع
- منتهى المقال في أحوال الرجال. محمد بن إسماعيل المازندراني، طبع قم - إيران، 1416 هـ، منشورات مؤسسة آل البيت لإحياء التراث.
- خلاصة الأقوال في معرفة الرجال. ابن المطهر الحلي، طبع قم - إيران، 1417 هـ، منشورات مؤسسة نشر الفقاهة.
- أعيان الشيعة. محسن الأمين، طبع بيروت - لبنان، تاريخ الطبع مفقود، منشورات دار التعارف.